# Omoea micrantha
Omoea micrantha är en orkidéart som beskrevs av Carl Ludwig von Blume. Omoea micrantha ingår i släktet Omoea och familjen orkidéer. Inga underarter finns listade i Catalogue of Life.